# Medea
Medea (friuli nyelven: Migjee, helyi nyelvjárásban Migjea, szlovénül: Medeja) település Olaszországban, Friuli-Venezia Giulia régióban, Gorizia megyében. Lakosainak száma 948 fő (2023. január 1.). Medea Chiopris-Viscone, Cormons, Mariano del Friuli, Romans d'Isonzo és San Vito al Torre községekkel határos.

## Népesség
A település lakossága az elmúlt években az alábbi módon változott:
| Lakosok száma | 955  | 962  | 948  |
|               | 2017 | 2018 | 2023 |